# Für was wir dienen
Für was wir dienen (im englischen Original: In Which We Serve) ist ein britischer Kriegsfilm aus dem Jahr 1942 von Noël Coward. Coward schrieb das Drehbuch zum Film, führte zusammen mit David Lean Regie und fungierte als Produzent. Außerdem spielte er eine der Hauptrollen und schrieb eine Musiknummer für den Film. 1943 wurde Coward mit einem Ehrenoscar für die Produktion des Films ausgezeichnet. Für was wir dienen erhielt zwei weitere Nominierungen für einen Oscar.
Der Film thematisiert die Luftlandeschlacht um Kreta und zeigt die Auswirkungen eines Angriffs der deutschen Wehrmacht auf ein Schiff der Royal Navy.

## Handlung
Der Film beginnt mit den Worten: „Dies ist die Geschichte eines Schiffes …“, dazu werden Bilder vom Bau der HMS Torrin in einer britischen Werft gezeigt. An Bord der HMS Torrin wird die Mannschaft 1941 während der Luftlandeschlacht um Kreta in einen Kampf verwickelt. Deutsche Kampfflugzeuge feuern auf das Schiff während der einbrechenden Dämmerung. Als die Torrin getroffen wird, muss die Besatzung sie verlassen, bevor sie kentert. Während die Flugzeuge die Überlebenden weiter beschießen, als sie hilflos im Wasser treiben, gehen deren Gedanken zurück in eine bessere Zeit und zu ihren Familien. Der Matrose Shorty Blake erinnert sich zurück, wie er um seine Frau Freda geworben hat, und Obermaat Walter Hardy denkt an seine tapfere Frau Katherine. Auch Captain Edward Kinross’ Gedanken gehen zurück in den Sommer 1939 und zu seiner Familie, vor allem zu seiner Frau Alix, die die HMS Torrin immer als ihre Rivalin bezeichnet hatte.
Nachdem die Torrin gesunken ist, werden aus einem deutschen Flugzeug heraus die auf einem Floß treibenden Männer von Maschinengewehren auch weiterhin ins Visier genommen, und es gibt weitere Tote und Verwundete. Kurz darauf naht ein britischer Zerstörer und beginnt mit den Rettungsmaßnahmen. An Bord spricht Capt. Kinross mit den Überlebenden, nimmt die Namen der Sterbenden auf und spricht ihnen Trost zu. Die Verwundeten werden nach Alexandria gebracht. In Telegrammen werden die Angehörigen, soweit das möglich ist, vom Schicksal ihrer Ehemänner, Söhne oder Väter unterrichtet. Erst als der letzte seiner Männer von Bord gegangen ist, wendet sich auch Capt. Kinross schweigend und emotional ausgebrannt zum Gehen.
Größere und stärkere Schiffe werden ausrücken, um den Angriff auf die Torrin zu rächen, Großbritannien sei schließlich ein Staat mit stolzen, unermüdlichen Menschen, heißt es im Epilog zum Film. Capt. Kinross erhält das Kommando über ein Schlachtschiff.

## Produktion und Hintergrund
Die Dreharbeiten begannen am 5. Februar 1942. Gefilmt wurde in den Denham Studios nahe Buckinghamshire sowie in den Klippen der Chiltern Hills, den Dunstable Downs in Bedfordshire. Aufnahmen entstanden auch auf der Plymouth Marinewerft in Plymouth und der Marinestation auf der Isle of Portland sowie an Smeatons Turm an der Küste bei Plymouth Hoe. Der Zerstörer Nepal stellte die Torrin dar. Im Vereinigten Königreich hatte der Film am 17. September 1942 Premiere, in den USA am 16. Oktober 1942.
Die Geschichte des Films beruht zum Teil auf einer tatsächlichen Katastrophe, die sich in der Royal Navy zugetragen hat. Im September 1939 wurde die Courageous von einem deutschen U-Boot mit zwei Torpedos getroffen und sank innerhalb von 17 Minuten. Es gab 741 Überlebende, allerdings auch 518 Tote. Die Geretteten wurde später auf den Zerstörer Kelly gebracht. Im Mai 1940 war der Zerstörer Bulldog an einem Manöver gegen deutsche Minenleger in der mittleren Nordsee beteiligt. Dabei wurde die Kelly, deren Kommandant Lord Louis Mountbatten war, von einem deutschen Schnellboot torpediert. Die Bulldog schleppte sie zurück nach Newcastle. Die Kelly wurde am 23. Mai 1941 bei der Evakuierung von Kreta von deutschen Sturzkampfflugzeugen bombardiert und sank in der Folge.
Coward erzählt im semi-dokumentarischen Stil und arbeitet immer wieder mit Rückblenden. Gezeigt werden deutsche Torpedos, die den britischen Zerstörer HMS Torrin zum Sinken bringen, und Überlebende, die  um ein aufblasbares Rettungsboot kämpfen. Die Szenen, die in den Familien spielen, sind typisch britisch, während die Probleme der verschiedenen Paare sich in allen Gesellschaftsschichten und überall auf der Welt so hätten zutragen können, denn überall gibt es Menschen, die nicht zögern, ihr persönliches Glück hinter ihre Pflicht zurückzustellen.
Nach damaligen Berichten soll Coward den größten Teil der Regie Lean überlassen haben, da er diese Arbeit als eher ermüdend empfunden haben soll. Sein Co-Regisseur David Lean war zur damaligen Zeit ein hochgeachteter Filmeditor in der britischen Filmindustrie. Diese Arbeit war sein Regiedebüt. Coward und Lean arbeiteten unmittelbar nach diesem Film in drei weiteren Coward-Stücken zusammen. Zusätzlich zu den vielen Szenen, die das häusliche Leben und die Familienbeziehungen thematisieren, gab es auch spannende Szenen um und auf der Torrin, die die Crew bei heftigen Kämpfen mit dem Feind zeigten. Diese Szenen wurden teils aus aufwendigen Studioaufnahmen und tatsächlichen Kriegsaufnahmen aufwändig zusammengesetzt.
Im Film trat eine Reihe von führenden britischen Schauspielern auf; so gab Richard Attenborough hier ein bemerkenswertes Debüt. Der Film enthält einige Szenen, die sich einprägen. Auch für Juliet Mills, die einjährige Tochter von John Mills, war es ihr Debüt in den Armen ihres Vaters, da sie auch dessen Filmtochter spielte.
Historischer Hintergrund
Bei der Luftlandeschlacht um Kreta handelt es sich um eine Schlacht im Zweiten Weltkrieg. Es war die erste große Luftlandeoperation der Geschichte. Nachdem Griechenland im Verlauf des Balkanfeldzuges 1941 eingenommen worden war, wurde auch Kreta, das von alliierten Truppen verteidigt wurde, durch die deutsche Wehrmacht erobert und blieb bis 1945 besetzt. Nachdem die britischen Truppen vom griechischen Festland abgezogen worden waren, war auf Anweisung Churchills ein Teil des britischen Expeditionskorps nach Kreta zur Verstärkung von Verteidigungsmaßnahmen transportiert worden. Das Gros der britischen Truppen wurde aber nach Ägypten verlegt.
Louis Mountbatten, 1. Earl Mountbatten of Burma (1900–1979) war im Zweiten Weltkrieg zunächst Kommandant einer Zerstörerflottille. Man rühmte ihn für seine mutigen und gewagten Einsätze. Als er im Januar 1942 eine Landungsoperation der Westalliierten leitete, die unter dem Namen Operation Jubilee in die Geschichte einging, führte das zu großen Verlusten und wurde allgemein als Fehlschlag gewertet. Daraus zog man Erkenntnisse für die Operation Overlord. Von 1943 bis 1946 war Mountbatten dann Oberbefehlshaber der Alliierten Streitkräfte in Südostasien. Dort zeichnete er sich im Burmafeldzug aus. Nach Beendigung des Krieges wurde er in Anerkennung seiner Leistungen mehrfach geehrt. So wurde er als einziger britischer Admiral des Zweiten Weltkriegs mit dem Hosenbandorden ausgezeichnet.

## Musik im Film
- Noël Cowards Musical-Partitur

ausgeführt von Muir Mathieson und dem London Symphony Orchestra
- Eternal Father, Strong to Save

Musik: John Bacchus Dykes, Text: William Whiting
- An der schönen blauen Donau, Walzer, Op. 314

Komposition von Johann Strauss
- Run Rabbit Run

Musik: Noel Gay, Text: Ralph T. Butler
- Beer Barrel Polka

Musik: Jaromír Vejvoda, Text: Wladimir A. Timm (englisch: Lew Brown)
- Good King Wenceslas – Text: John M. Neale
- Underneath the Arches – Musik: Bud Flanagan und Reg Connelly
- If You Were the Only Girl in the World

geschrieben von Nat Ayer und Clifford Grey

## Kritik
Von den damaligen Kritikern und auch vom Publikum wurde der Film überwiegend positiv beurteilt. Nicht ganz so gut wurde er von der Admiralität aufgenommen, die den Filmtitel in ihrer Kritik abänderte in In Which We Sink.
Bosley Crowther von der New York Times war der Ansicht, dass nur wenige Filme die grausame Realität des gegenwärtigen Krieges so eindringlich und ergreifend gezeigt hätten wie dies in ‚In Which We Serve‘ geschehe. Mr. Coward zeige in diesem Film die nationale Stärke der Briten und ihren gesunden Stolz.
Für Variety war der Film eine düstere Geschichte, aufrichtig verfilmt und ausgezeichnet dargestellt. Bemängelt wurde jedoch, dass der Filme einzelne Details zu sehr in die Länge ziehe.

## Auszeichnungen
1943 erhielt Noël Coward den Ehrenoscar für seine „herausragende Produktionsleistung“ in Für was wir dienen. 1944 war Coward mit dem Film in den Kategorien „Bester Film“ und „Bestes Originaldrehbuch“ für einen Oscar nominiert. Der Oscar „Bester Film“ ging an Jack L. Warner und den Filmklassiker Casablanca, der für das „Beste Originaldrehbuch“ an Norman Krasna für die Filmkomödie Der Pilot und die Prinzessin.
Das British Film Institute wählte Für was wir dienen im Jahr 1999 auf Platz 92 der besten britischen Filme aller Zeiten.